# 駱克道

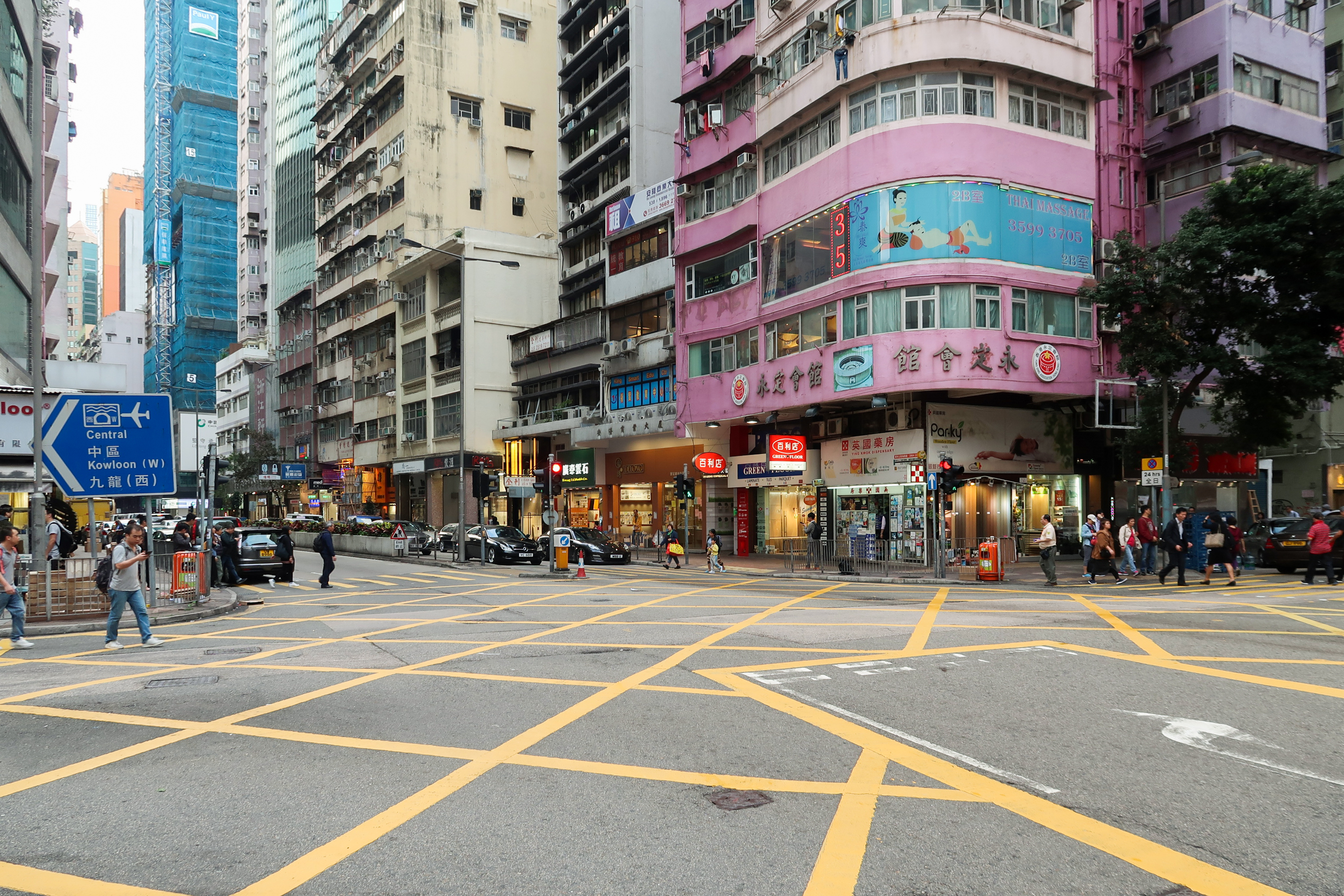
駱克道灣仔段近史釗域道

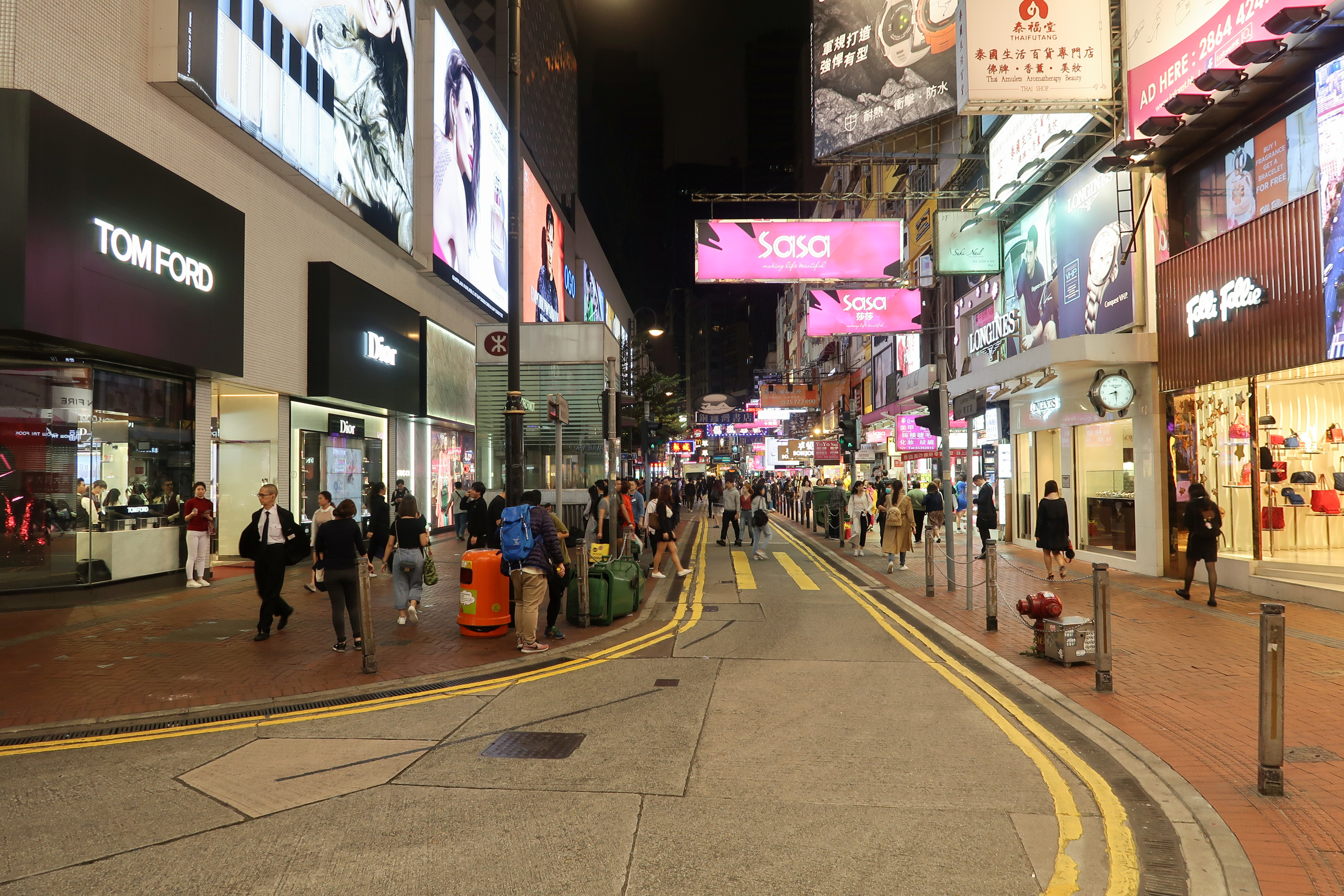
駱克道銅鑼灣段

駱克道（英語：Lockhart Road）是香港灣仔至銅鑼灣的一條街道，西面連接軍器廠街，東面至銅鑼灣東角道，長約1700米。駱克道以1895年至1902年擔任香港輔政司的駱克爵士命名。
駱克道灣仔段有很多售賣裝修物料及從事室內設計的商鋪，為該類商鋪於香港島的集中地；這一段從柯布連道至分域街一帶有多間酒吧和夜店，是香港島傳統的紅燈區。而銅鑼灣段因鄰近崇光百貨等購物區，因此人流很高，假日更被劃為行人專用區。

## 市政大厦
駱克道市政大廈於1987年落成，是一座多用途的市政大樓，由鍾華楠建築師事務所有限公司設計，位於香港島灣仔軒尼詩道225號和駱克道222號之間，樓高12層，內設街市、熟食中心、圖書館及體育館等市政設施。銅鑼灣专线小巴總站，位於灣仔區銅鑼灣駱克道近景隆街的北面路旁，是進智公交在銅鑼灣的其中一個往南區專綫小巴總站。

## 沿路著名地點
- 駱克道遊樂場
- 港島皇悅酒店
- 香港華美酒店
- 駱克道市政大廈
- 香港諾富特世紀酒店
- 中國網絡中心
- 灣仔消防局
- 銅鑼灣廣場第一、二期
- 銅鑼灣書店
- 崇光百貨
- 美利堅京菜（已結業）

## 交匯道路
- 軍器廠街
- 分域街
- 盧押道
- 柯布連道
- 菲林明道
- 史釗域道
- 杜老誌道
- 馬師道
- 堅拿道西
- 堅拿道東
- 波斯富街
- 景隆街
- 東角道

## 事件
1987年4月，駱克道發生警匪槍戰；事後把人質釋放，當時香港無線播映《魔法之星愛美》。
2005年12月17日，世界貿易組織第六次部長級會議在香港舉行期間，來自韓國的示威者大舉攻破警方在駱克道的防線，企圖攻入香港會議展覽中心，事件演變成警民衝突。
2009年12月12日晚，銅鑼灣一段的駱克道近崇光百貨後門再次發生香港第五宗高空擲下腐蝕性液體事件，事件導致6人受傷。

## 外部連結
- 中原地圖上的駱克道 （页面存档备份，存于）